# Atomium (sång)
Atomium är en singel av den tidigare Kraftwerk-medlemmen Karl Bartos. Låten handlar om byggnaden Atomium som ligger i Bryssel, Belgien.

## Musikvideo
Hela musikvideon är filmad i Atomium-området i Bryssel. Filmen är inspelad i svartvitt och man ser Atomium-byggnaden i nästan hela filmen. Textremsor dyker upp då och då i filmen och ungefär mitt i musikvideon kan man se Karl Bartos gå vid den.

## Låtlista (CD)
Alla låtar är skrivna och komponerade av Karl Bartos. 
| Nr | Titel                     | Längd |
| -- | ------------------------- | ----- |
| 1. | Atomium (English Version) | 03:16 |
| 2. | Atomium (German Version)  | 03:16 |